# Gonomyia (Leiponeura) clavifera
Gonomyia (Leiponeura) clavifera is een tweevleugelige uit de familie steltmuggen (Limoniidae). De soort komt voor in het Neotropisch gebied.